# Richard Ruffier
Pour les articles homonymes, voir Ruffier.
Richard Ruffier, né le 25 août 1959 à Marseille, est un footballeur français qui évoluait au poste de gardien de but.

## Biographie
Formé au Nîmes Olympique, à l'époque en Division 1, Ruffier s'affirme comme l'un des grands espoirs de sa génération à une époque où les gardiens de classe internationale font défaut en France. Il devient le titulaire indiscuté de l'équipe de France espoirs et se voit même appelé une fois en équipe A comme remplaçant de Jean-Luc Ettori pour un match amical de préparation à la Coupe du monde 1982 face à la Bulgarie, sans toutefois rentrer en jeu.
À l'intersaison 1982-83, Ruffier signe aux Girondins de Bordeaux, alors en pleine expansion sous l'impulsion énergique de Claude Bez et Aimé Jacquet, et déloge rapidement l'inconstant Christian Delachet de la cage bordelaise. Il effectue un superbe début de saison, réalisant notamment deux matches de grande classe en Coupe de l'UEFA face à Hajduk Split et l'Universitatea Craiova, mais reste barré en équipe de France par les montées en puissance de Jean-Pierre Tempet et Joël Bats. Ruffier connaît ensuite un sérieux passage à vide et doit rendre les gants à Delachet début 1983 après une prestation fantomatique face à Nantes (0-4).  Malgré un travail acharné à l'entraînement, il ne retrouvera pas sa place de titulaire face à un Delachet en très net progrès et quittera les Girondins à l'été 1984 pour Béziers, à l'époque en Division 2, afin de retrouver du temps de jeu.
Ruffier accomplit le reste de sa carrière professionnelle en D2 (Martigues, Red Star, Quimper) sans retrouver son meilleur niveau. Il est par la suite entraîneur des gardiens de but au FC Sète, en National.
Son fils Romain Ruffier est lui aussi gardien de but professionnel. Il n'y a aucun lien de parenté entre Richard Ruffier et Stéphane Ruffier, l'un des meilleurs gardiens français des années 2010.